# Maâziz
Maâziz (arabisch معازيز, DMG Maʿāzīz) ist eine Kleinstadt mit knapp 9000 Einwohnern in der Region Rabat-Salé-Kénitra im zentralen Hügelland Marokkos (Zaer).

## Lage und Klima
Maâziz liegt etwa 165 km (Fahrtstrecke) östlich der Millionenstadt Casablanca bzw. knapp 100 km südwestlich von Meknès in einer Höhe von gut 200 m. Hier treffen die Verbindungsstraßen zwischen Rommani und Khémisset bzw. zwischen Khénifra und Rabat aufeinander. Die Temperaturen sind vergleichsweise gemäßigt; Regen (ca. 300 mm/Jahr) fällt nahezu ausschließlich im Winterhalbjahr.

## Bevölkerung
| Jahr      | 1994  | 2004 | 2014 | 2024 |
| Einwohner | k. A. | 9190 | 8901 | 8250 |

Vor Beginn der französischen Kolonialzeit (1912) war Maâziz nur ein kleiner Marktort. Heute besteht die Bevölkerung der Stadt nahezu ausschließlich aus Angehörigen verschiedener Berberstämme der Umgebung. Viele sind aus soziokulturellen Gründen (Hoffnung auf Arbeit, Verbesserung der materiellen Lebensbedingungen und der Gesundheitsvorsorge, bessere Möglichkeiten zur schulischen Ausbildung der Kinder etc.) seit den 1970er Jahren zugewandert.

## Wirtschaft
Aufgrund der guten Böden und der für marokkanische Verhältnisse ausreichenden Regenfälle ist das Umland vergleichsweise fruchtbar.

## Geschichte und Sehenswürdigkeiten
Die Kleinstadt war ein ehemaliger Marktort (souk), ist aber weitgehend modern und hat keine historischen oder kulturellen Sehenswürdigkeiten.